# Hansjürgen Schmidt
Hansjürgen Schmidt (* 26. August 1935 in Jena; † 16. August 2022) war ein deutscher Komponist.

## Leben und Wirken
Hansjürgen Schmidt wurde am 26. August 1935 im Jenaer Stadtteil Burgau geboren.
Er absolvierte eine Ausbildung zum Glasapparatebläser und zum Chemielaboranten.
An der Jenaer Musikschule bekam er Unterricht in Geigenspiel sowie Musiktheorie, bevor er an der Hochschule für Musik „Hanns Eisler“ bei Günter Kochan sein Abitur machte.
Später studierte Schmidt einige Semester Philosophie an der Friedrich-Schiller-Universität Jena und erlangte im Jahr 1968 seinen Hochschulabschluss an der Hochschule für Musik „Franz Liszt“ in Weimar. Unter Johann Cilenšek war er Meisterschüler in der Kompositionsklasse an der Akademie der Künste in Berlin.
Seit dem Jahr 1970 war Schmidt als Freischaffender tätig. 
In Weimar nahm er 1986 einen Lehrauftrag an der Hochschule für Musik „Franz Liszt“ an. Seit 1990 war er Dozent an der Volkshochschule in Erlangen.